# Terapia (serie de televisión)
Sebastian Fitzeks Die Therapie (en España: Terapia (de Sebastian Fitzek)) es una adaptación cinematográfica alemana, en formato de serie, de la novela Die Therapie de Sebastian Fitzek. La serie se lanzó en Amazon Prime Video el 26 de octubre de 2023. El papel principal lo desempeña Stephan Kampwirth.

## Sinopsis
Sin testigos, sin pistas ni cadáver. Josy, la hija de doce años del conocido psiquiatra Viktor Larenz ha desaparecido en extrañas circunstancias. Dos años después, el destrozado padre se ha retirado a una remota casa de vacaciones de una isla en el norte de Alemania, donde aparece una misteriosa mujer a la que Viktor decide tratar, creyendo que le puede ayudar a encontrar a su propia hija, pero la terapia terminará por convertirse en una siniestra pesadilla.

## Reparto
| Papel               | Intérprete                | Episodios |
| ------------------- | ------------------------- | --------- |
| Dr. Viktor Larenz   | Stephan Kampwirth         | 1.01–1.06 |
| Josy Larenz         | Helena Zengel             | 1.01–1.06 |
| Isabell Larenz      | Andrea Osvárt             | 1.01–1.06 |
| Dr. Martin Roth     | Trystan Pütter            | 1.01–1.06 |
| Anna Spiegel        | Emma Bading               | 1.01–1.06 |
| Ines Mergentheimer  | Martina Eitner-Acheampong | 1.01–1.06 |
| Wolfgang Riegger    | Samir Fuchs               | 1.01–1.06 |
| Mila Roth           | Eva M. Hirschburger       | 1.01–1.06 |
| Bentje              | Paula Kober               | 1.01–1.06 |
| Halberstaedt        | Waldemar Kobus            | 1.01–1.06 |
| Dr. Frieder Jeschke | Peter Miklusz             | 1.01–1.06 |
| Prof. Dr. Gessl     | Axel Milberg              | 1.01–1.06 |
| Arzt, Kapitän       | Martin Feifel             | 1.01–1.06 |

## Lista de episodios
| Nr. | Título original | Fecha emisión | Director         | Guion                |
| --- | --------------- | ------------- | ---------------- | -------------------- |
| 1   | Spurlos         | 26-10-2023    | Thor Freudenthal | Alexander M. Rümelin |
| 2   | Verzweifelt     | 26-10-2023    | Thor Freudenthal | Alexander M. Rümelin |
| 3   | Verirrt         | 26-10-2023    | Iván Sainz-Pardo | Alexander M. Rümelin |
| 4   | Nach dem Sturm  | 26-10-2023    | Iván Sainz-Pardo | Alexander M. Rümelin |
| 5   | Die Rückkehr    | 26-10-2023    | Iván Sainz-Pardo | Alexander M. Rümelin |
| 6   | Die Wahrheit    | 26-10-2023    | Thor Freudenthal | Alexander M. Rümelin |